# Полевая улица (Казань)
Полевая улица (тат. Кыр урамы, Qır uramı) — улица в Кировском районе Казани, в историческом районе Пороховая слобода. 

## География
Начинаясь от Фабричной улицы, пересекается с улицей Чкалова, затем прерывается; вновь начинается недалеко от улицы Галимджана Баруди, пересекает улицы Низовая и заканчивается пересечением с улицей Герцена. Ранее пересекалась с улицами Совнаркомовская, 2-я Коммунальная и Пустой переулок.

## История
Местность в южной части современной улицы была заселена ещё до революции (квартал № 13 Пороховой слободы, позже № 12 слободы Восстания), однако сама улица начинает упоминаться с 1920-х годов под современным именем и с тех времён не переименовывалась.
К концу 1930-х годов на улице имелись домовладения: №№ 1/2–15, 21–61 по нечётной стороне и №№ 4/12–56 (с пропусками) по чётной.
Строительство многоквартирных домов на улице началось в конце 1950-х – 1960-е годы; к этому периоду относятся все многоквартирные дома на ней; частная застройка в средней части улицы (между Чкалова и Забайкальской) была снесена в 1970-е при застройке квартала № 51а. Частная застройка в конце улицы должна была быть снесена под застройку квартала № 52, однако этого так и не произошло.
После введения в городе деления на административные районы входила в состав Кировского (до 1931 года Заречного, до 1935 года Пролетарского) района.

## Транспорт
Общественный транспорт по улице не ходит. Ближайшие остановки общественного транспорта: «Фрунзе» (автобус, троллейбус), «Краснококшайская» (автобус, троллейбус) на одноимённых улицах.

## Объекты
- № 30, 32, 34, 36 — жилые дома завода «Серп и Молот».[19][20]
- № 70 — молитвенный дом христиан-баптистов.[21]